# Carnival Rock
Carnival Rock is een Amerikaanse dramafilm uit 1957 onder regie van Roger Corman.

## Verhaal
De nachtclubeigenaar Christy Cristakos heeft een oogje op de zangeres Nathalie Cook. Zij is zelf echter verliefd op de gokker Stanley, die de nachtclub wil overnemen. Na de verkoop van de club bekokstooft Christy een plannetje om Nathalie van Stanley weg te houden.

## Rolverdeling
| Acteur           | Personage         |
| ---------------- | ----------------- |
| Susan Cabot      | Nathalie Cook     |
| Brian G. Hutton  | Stanley           |
| David J. Stewart | Christy Cristakos |
| Dick Miller      | Benny             |
| Iris Adrian      | Celia             |
| Jonathan Haze    | Max               |
| Ed Nelson        | Cannon            |
| Bruno VeSota     | Mijnheer Kirsch   |
| Chris Alcaide    | Slug              |
| Frankie Ray      | Billy             |
| Dorothy Neumann  | Clara             |
| Horace Logan     | Ceremoniemeester  |
| Yvonne Peattie   | Moeder van Henry  |
| The Platters     | The Platters      |
| David Houston    | Zichzelf          |